# Die Kirche: Auf dem Weg zu einer gemeinsamen Vision
Die Kirche: Auf dem Weg zu einer gemeinsamen Vision  (im englischen Original The Church: Towards a Common Vision) ist eine Studie, die von der Kommission für Glauben und Kirchenverfassung des Ökumenischen Rates der Kirchen (ÖRK) erarbeitet, vom Zentralausschuss des ÖRK im Sommer 2012 entgegengenommen und 2013 veröffentlicht wurde.

## Hintergrund, Entstehung und Ansatz
Die Studie baut auf der 1982 verabschiedeten „Lima-Erklärung“  Taufe, Eucharistie, Amt auf. Veranlassung war vor allem die Kritik aus verschiedenen Mitgliedskirchen des ÖRK, dass dort eine grundlegende Besinnung über die Ekklesiologie fehle. So wurden zunächst ab 1993 in der Kommission für Glauben und Kirchenverfassung zwei vorläufige Dokumente erarbeitet und veröffentlicht: Das Wesen und die Bestimmung der Kirche (engl. The Nature and Purpose of the Church, 1998) und Wesen und Auftrag der Kirche (engl. The Nature and Mission of the Church, 2005). Die Stellungnahmen von Kirchen, Einzelpersonen und Gruppen wurden in die abschließende Fassung von 2012 eingearbeitet.
Anders als die Vorgängerdokumente ist diese Fassung – wie bislang nur die Lima-Erklärung selbst – als Konvergenztext bezeichnet. Sie ist also „ein Text, der zwar keinen vollständigen Konsens in allen behandelten Themen zum Ausdruck bringt, aber dennoch viel mehr ist als nur ein Werkzeug zur Anregung weiterer Studien“, „eine Synthese der in den vergangenen Jahrzehnten erarbeiteten Ergebnisse des ökumenischen Dialogs zu wichtigen ekklesiologischen Themen“.

## Grundgedanken
Nach dem Urteil des römisch-katholischen Theologen William Henn, der als Mitglied der Kommission für Glauben und Kirchenverfassung den Text mit erarbeitete, sind vier Elemente die Studie bedeutend: 1. ihre neue ökumenische Methodik, die nicht vom bloßen Vergleich von Unterschieden und Übereinstimmungen, sondern von der gemeinsamen Suche nach einem tieferen Verständnis von Gottes Willen ausgeht; 2. die Bestimmung der Kirche als missionarische Gemeinschaft; 3. die Betrachtung der Kirche als auf der Pilgerschaft befindliche und immer der Erneuerung bedürftige Körperschaft; 4. die Einsicht, dass die Kirche kein Selbstzweck ist, sondern Gottes Werkzeug zur Heilung der Welt.
Diese Grundgedanken bestimmen auch die Erklärung zur Einheit: Gottes Gabe und Ruf zur Einheit – und unser Engagement, die im November 2013 von der 10. Vollversammlung des Ökumenischen Rats der Kirchen in Busan verabschiedet wurde. Ansonsten beschäftigte die Vollversammlung sich nicht mit der Studie, weil diese zunächst den Mitgliedskirchen des ÖRK zugesandt worden ist, die bis zum Jahresende 2015 Stellungnahmen hierzu abgeben können.

## Aufbau
Die Studie ist in vier Kapitel aufgeteilt. Kapitel I (Gottes Auftrag und die Einheit der Kirche) gibt eine knappe Einführung in die Grundgedanken und die Absicht des Konvergenztextes. Kapitel II (Die Kirche des dreieinigen Gottes) beschreibt die Kirche unter Rückgriff auf das Neue Testament in vier Grunddimensionen: In Kap. II.B als „Koinonia“ (Gemeinschaft; communio; allerdings ist sie „nicht einfach die Summe der einzelnen Gläubigen“, sondern „eine Gemeinschaft in dem dreieinigen Gott und gleichzeitig eine Gemeinschaft, deren Glieder am Leben und an der Sendung Gottes teilhaben“ [§ 23]); in Kap. II.C als „Zeichen und Dienerin des Heilsplans Gottes für die Welt“ (wozu auch der Ausdruck „Kirche als Sakrament“ gebraucht werden kann); in II.D als „Gemeinschaft in Einheit und Vielfalt“ (was bedeutet, dass Spaltungen überwunden, legitime Unterschiede aber bewahrt werden sollen [§ 30]); in II.E als „Gemeinschaft von Ortskirchen“. Kapitel III behandelt das „Wachsen in Gemeinschaft“ bzw. die Wege zur ersehnten Einheit. Dabei werden zunächst die Macht der Sünde in der Kirche hervorgehoben (III.A) und dann die Ergebnisse der ökumenischen Gespräche zu den grundlegenden Elementen Glaube, Sakramente und Amt zusammengefasst (III.C). Insbesondere bei den letzten Punkten, der Gestaltung des Amtes der Aufsicht (Episkopé) durch eine bischöfliche oder synodale Verfassung sowie der Notwendigkeit eines universalen Primatamtes, wird jedoch noch Klärungsbedarf konstatiert. Unter dem Titel Die Kirche: In der Welt und für die Welt hebt Kapitel IV schließlich hervor, dass die Kirche in der Ausrichtung auf das Reich Gottes Evangelisation und Achtung anderer Religionen miteinander verbinden (IV.A), die „moralische Herausforderung des Evangeliums“ annehmen (IV.B) und in der Gesellschaft für Gerechtigkeit, Frieden, Umweltschutz und die Sorge für die Armen und Unterdrückten eintreten soll.

## Ausgaben
- The Church: Towards a Common Vision (= Faith an Order Paper Nr. 214), Geneva, WCC Publications 2013.
- Die Kirche: Auf dem Weg zu einer gemeinsamen Vision (= Studie der Kommission für Glaube und Kirchenverfassung No. 214). Genf, WCC Publications 2013.
- Die Kirche: Auf dem Weg zu einer gemeinsamen Vision. Eine Studie der Kommission für Glaube und Kirchenverfassung des Ökumenischen Rates der Kirchen (ÖRK) . Gütersloh/Paderborn, Gütersloher Verlagshaus / Bonifatius 2014, ISBN 978-3-579-08189-2.